# 49er en voile aux Jeux olympiques d'été de 2024
Pour un article plus général, voir Voile aux Jeux olympiques d'été de 2024.
Cet article traite de l'épreuve masculine. Pour la compétition féminine, voir 49er FX en voile aux Jeux olympiques d’été de 2024.
Navigation
Tokyo 2020 Los Angeles 2028
L'épreuve de 49er en voile aux Jeux olympiques d'été de 2024 a lieu du 28 juillet au 1er août à la Marina de Marseille, dans le Sud de la France.
Cette compétition est exclusivement masculine, les femmes disputant l’épreuve sur des 49er FX.

## Format de la compétition
Cette épreuve comprend une série de 12 régates. À chacune d’elles, des points sont attribués en fonction de la position : le vainqueur obtient un point, le deuxième marque deux points, et ainsi de suite.
Après les 12 premières régates, les points attribués dans la course où le concurrent a réalisé sa plus mauvaise performance sont retirés et les points restants sont additionnés.
Les 10 équipes avec les meilleurs scores disputent ensuite la régate finale s'appelant la course aux médailles pour laquelle les points sont doublés : deux points pour la première place, quatre points pour la deuxième place et ainsi de suite.
Le total des points obtenus à l’issue de la régate finale détermine le classement : l'équipage ayant le score le plus bas est déclaré vainqueur.
Pendant les courses, les concurrents effectuent un parcours en forme d’énorme triangle, se dirigeant vers la ligne d'arrivée après avoir affronté le vent dans les trois directions. Ils doivent passer les bouées de marquage un certain nombre de fois et dans un ordre prédéterminé.

## Médaillés
| Or                                  | Argent                                  | Bronze                          |
| Diego Botín / Florián Trittel (ESP) | Isaac McHardie / William McKenzie (NZL) | Ian Barrows / Hans Henken (USA) |

## Programme
| Date                | Horaire | Manche               |
| ------------------- | ------- | -------------------- |
| Dimanche 28 juillet | 11 h 00 | Régates              |
| Lundi 29 juillet    | 11 h 00 | Régates              |
| Mardi 30 juillet    | 11 h 00 | Régates              |
| Mercredi 31 juillet | 11 h 00 | Régates              |
| Jeudi 1er août      | 11 h 00 | Course aux médailles |

## Résultats détaillés
Le résultat barré est le plus mauvais de l’équipe concernée. Il n’est pas pris en compte dans le sous-total.
Légende
- DSQ : Disqualifié
- OCS : On the Course Side / Sur le côté du parcours
- BFD : Disqualified (starting under black flag) / Disqualifié (départ sous le drapeau noir)
- UFD : Disqualified (starting under "U" flag) / Disqualifié (départ sous le drapeau "U")
- DPI : Discretionary Penalty Imposed / Pénalité discrétionnaire imposée

| Rang                                | Athlètes                                    | Nation           | Régates | Régates | Régates | Régates | Régates | Régates | Régates | Régates | Régates | Régates  | Régates | Régates  | CM     | Points | Points |
| Rang                                | Athlètes                                    | Nation           | 1       | 2       | 3       | 4       | 5       | 6       | 7       | 8       | 9       | 10       | 11      | 12       | CM     | Total  | Net    |
| ----------------------------------- | ------------------------------------------- | ---------------- | ------- | ------- | ------- | ------- | ------- | ------- | ------- | ------- | ------- | -------- | ------- | -------- | ------ | ------ | ------ |
| Médaille d'or, Jeux olympiques      | Diego Botín Florián Trittel                 | Espagne          | 16      | 6       | 4       | 5       | 11      | 2       | 3       | 2       | 2       | 15       | 12      | 6        | 2      | 86     | 70     |
| Médaille d'argent, Jeux olympiques  | Isaac McHardie William McKenzie             | Nouvelle-Zélande | 1       | 3       | 8       | 8       | 1       | 1       | 11      | 18      | 17      | 1        | 10      | 15       | 6      | 100    | 82     |
| Médaille de bronze, Jeux olympiques | Ian Barrows Hans Henken                     | États-Unis       | 8       | 7       | 17      | 9       | 9       | 5       | 10      | 7       | 3       | 2        | 8       | 12       | 8      | 105    | 88     |
| 4                                   | Robert Dickson Sean Waddilove               | Irlande          | 9       | 4       | 1       | 4       | 2       | 21 DSQ  | 4       | 13      | 9       | 11       | 14      | 2        | 18     | 112    | 91     |
| 5                                   | Dominik Bursak Szymon Wierzbicki            | Pologne          | 10      | 8       | 6       | 1       | 18      | 14      | 8       | 1       | 13      | 9        | 5       | 8        | 10     | 111    | 93     |
| 6                                   | Bart Lambriex Floris van de Werken          | Pays-Bas         | 13      | 1       | 7       | 16      | 7       | 11      | 19      | 6       | 7       | 13       | 1       | 13       | 4      | 118    | 99     |
| 7                                   | James Peters Fynn Sterrit                   | Grande-Bretagne  | 18      | 11      | 13      | 6       | 5       | 4       | 5       | 11      | 1       | 19       | 6       | 5        | 14     | 118    | 99     |
| 8                                   | Sebastien Schneiter Arno de Planta          | Suisse           | 2       | 9       | 11      | 17      | 3       | 19      | 1       | 5       | 15      | 6        | 4       | 19       | 12     | 123    | 104    |
| 9                                   | Šime Fantela Mihovil Fantela                | Croatie          | 12      | 15      | 12      | 13      | 4       | 6       | 2       | 15      | 8       | 10       | 2       | 1        | 22 OCS | 122    | 107    |
| 10                                  | Hernan Umpierre Fernando Diz                | Uruguay          | 5       | 2       | 14      | 2       | 17      | 13      | 18      | 9       | 4       | 8        | 13      | 7        | 16     | 128    | 110    |
| 11                                  | Jakob Meggendorfer Andreas Spranger         | Allemagne        | 6       | 21 BFD  | 3       | 12      | 8       | 3       | 16      | 12      | 11      | 7        | 17      | 14       | -      | 130    | 109    |
| 12                                  | Erwan Fischer Clément Péquin                | France           | 7       | 16      | 2       | 3       | 19      | 10      | 7       | 8       | 12      | 21 UFD   | 20      | 21       | -      | 136    | 115    |
| 13                                  | Zaiding Wen Tian Liu                        | Chine            | 4       | 10      | 15      | 7       | 6       | 15      | 13      | 14      | 5       | 15,5 DPI | 21 DPI  | 14,5 DPI | -      | 140    | 119    |
| 14                                  | Benjamin Bildstein David Hussl              | Autriche         | 3       | 5       | 9       | 11      | 13      | 17      | 17      | 19      | 6       | 16       | 15      | 10       | -      | 141    | 122    |
| 15                                  | Jim Colley Shaun Connor                     | Australie        | 19      | 17      | 10      | 14      | 10      | 9       | 12      | 3       | 10      | 3        | 16      | 20       | -      | 141    | 122    |
| 16                                  | Yannick Lefèbvre (en) Jan Heuninck          | Belgique         | 20      | 19      | 5       | 15      | 15      | 7       | 14      | 17      | 19      | 4        | 3       | 9        | -      | 147    | 127    |
| 17                                  | Will Jones Justin Barnes                    | Canada           | 14      | 13      | 20      | 18      | 12      | 8       | 15      | 4       | 20      | 14       | 7       | 17       | -      | 162    | 142    |
| 18                                  | Daniel Nyborg Nikolaj Hoffmann Buhl         | Danemark         | 11      | 18      | 18      | 10      | 21 UFD  | 16      | 6       | 16      | 18      | 17       | 18      | 3        | -      | 172    | 151    |
| 19                                  | Marco Soffiatti Grael Gabriel Simoes        | Brésil           | 21 DPI  | 14      | 16      | 20      | 16      | 18      | 9       | 10      | 16      | 12       | 19      | 16       | -      | 187    | 166    |
| 20                                  | Akira Luke Sakai Russell Williams Aylsworth | Hong Kong        | 17      | 12      | 19      | 19      | 12      | 12      | 20      | 20      | 14      | 18       | 9       | 18       | -      | 192    | 172    |